# Buhl (Minnesota)
Pour les articles homonymes, voir Buhl.
La ville américaine de Buhl est située dans le comté de Saint Louis, dans l’État du Minnesota. Sa population s’élevait à 1 000 habitants lors du recensement de 2010.

## Démographie
| Groupe            | Buhl | Minnesota | États-Unis |
| ----------------- | ---- | --------- | ---------- |
| Blancs            | 93,7 | 85,3      | 72,4       |
| Amérindiens       | 2,1  | 1,1       | 0,9        |
| Métis             | 2,1  | 2,4       | 2,9        |
| Asiatiques        | 0,4  | 4,0       | 4,8        |
| Afro-Américains   | 1,7  | 5,2       | 12,6       |
| Autres            | 0    | 2,0       | 6,4        |
| Total             | 100  | 100       | 100        |
|                   |      |           |            |
| Latino-Américains | 0,3  | 4,7       | 16,7       |

Selon l'American Community Survey, pour la période 2011-2015, 96,82 % de la population âgée de plus de 5 ans déclare parler anglais à la maison, alors que 1,22 % déclare parler l'espagnol, 0,65 % le lao, 0,56 % le tagalog et 0,75 % une autre langue.
Le revenu par habitant était en moyenne de 23 312 dollars par an entre 2012 et 2016, en-dessous de la moyenne du Minnesota (33 225 dollars), et de la moyenne nationale (29 829 dollars). Sur cette même période, 11,4 % des habitants de Buhl vivaient sous le seuil de pauvreté (contre 10,8 % dans l'État et 12,7 % à l'échelle des États-Unis).